# Dallas (Georgia)
Dallas – miasto w stanie Georgia w hrabstwie Paulding w Stanach Zjednoczonych.

## Demografia
- Powierzchnia: 11,8 km²
- Ludność: 5056 (2000); 14 985 (2023)[1]

Na przestrzeni niespełna ćwierćwiecza zaludnienie Dallas zwiększyło się prawie 3-krotnie.